# Эдвард Норвичский, 2-й герцог Йоркский
Эдуард Норвичский (англ. Edward of Norwich, 2nd Duke of York and 1st Duke of Aumale; 1373 — 25 октября 1415), 1-й граф Ратленд (1390—1402), 1-й граф Корк (1395—1415), 1-й герцог Альбемарль (1397—1399 и 1414—1415), 2-й герцог Йоркский (1402—1415), 2-й граф Кембридж (1402—1415) — английский вельможа, сын Эдмунда Лэнгли, 1-го герцога Йоркского и Изабеллы Кастильской, внук короля Англии Эдуарда III.
Автор самой старой англоязычной книги по охоте «Хозяин дичи».

## Биография
Эдуард был любимцем короля Ричарда II, который пожаловал ему титулы графа Ратленда (1390) и герцога Альбемарля (1397). В 1402 году унаследовал от отца титулы герцога Йорка и графа Кембриджа (в 1414 году титул графа Кембриджа перешёл к брату Эдуарда Ричарду Конисбургу). После узурпации английского престола Генрихом IV был лишён титула герцога Альбемарля (1399). Участвовал в Крещенском заговоре против Генриха IV (1400), был разоблачён собственным отцом, но сумел вымолить прощение у короля. В 1405 году изобличён в очередном заговоре собственной сестрой и заточён в тюрьму.
После освобождения перестал плести интриги против короля, участвовал в военных походах во Францию. Погиб в битве при Азенкуре — его гибель была одной из самых заметных потерь англичан в этом бою.
В 1381 году, с целью укрепления союза с Англией, португальский король Фернанду I устроил помолвку своей дочери Беатрисы с восьмилетним Эдуардом. Однако с возобновлением войны с Кастилией эта помолвка была расторгнута.
В 1397 году Эдуард женился на Филиппе де Моун, дочери Джона, 2-го барона Моуна; брак оказался бездетным.
Персонаж в двух пьесах Шекспира: «Ричард II» (под именем герцога Омаля, играет довольно важную роль в сюжете) и «Генрих V».